# Dudelange
Dudelange (franska) (luxemburgiska: Diddeleng lyssna (fil), tyska: Düdelingen) är en ort i kantonen Esch-sur-Alzette i södra Luxemburg. Den är huvudort i kommunen med samma namn och ligger cirka 15 kilometer söder om staden Luxemburg. Orten har 21 679 invånare (2022).
Åren 1926–1956 förbands Dudelange med spårvägen Minettstram till bland annat Esch-sur-Alzette.